# Nein danke, ich denke selber. Philosophieren aus weiblicher Sicht
Nein danke, ich denke selber. Philosophieren aus weiblicher Sicht ist ein 1996 erschienenes Buch von Annegret Stopczyk-Pfundstein. Sie plädiert darin für ein eigenständiges Denken, das nicht den durch Tradition und Institutionen vorgegebenen Bahnen folgt, sondern eine eigene Perspektive entwickelt. Diese Entwicklung beschreibt sie am eigenen Beispiel in einer Art intellektueller Biografie und betont dabei die Relevanz der Geschlechterrollen. Das Werk wurde kritisch aufgenommen, insbesondere wurde der Umgang mit der eigenen Mutterschaft darin in die Nähe der nationalsozialistischen Mütterideologie gerückt, was die Autorin jedoch betroffen zurückwies.

## Akademische Philosophie und Philosophie im Alltag
In ihrem Werk verfolgt Stopczyk-Pfundstein programmatisch und persönlich eine Wende hin von der akademischen Philosophie zu einer Philosophie des Alltags. Im Gegensatz zu den Themen der Tradition und der Auseinandersetzung mit dieser propagiert sie Philosophie als in der eigenen Leiblichkeit verwurzeltes „Selberdenken“. Um speziell weibliches Philosophieren zu entwickeln, das Rationalität und Kausalität als traditionelle und „männliche“ Paradigmen verlässt, wählt sie das Erlebnis des Gebärens als Ausgangspunkt.
In der zeitgenössischen deutschen Philosophie findet sie keine konkrete Auseinandersetzung mit Lebensfragen. Eine solche akademische Philosophie, sei – so zitiert sie Odo Marquard „das Überflüssige schlechthin“. Den Grund dafür verortet sie bereits in der Philosophie Platons, eine Hinwendung zum reinen Denken und zu einer Abwendung vom praktischen Leben, die sich über seine – männlichen – Nachfolger bis in die Analytische Philosophie fortgesetzt habe. Um dem zu begegnen, fordert sie, man müsse „vom antiken Denken wegkommen“ und jenseits davon „ein Denken mit Worten“ finden, das „mit unseren Gefühlen, unseren Erfahrungen, unserer Einbildungskraft und auch unserem gelernten Wissen“ verknüpft ist. Die Autorin grenzt sich von Esoterik ab, aber benennt Forschungsthemen in anti-rationaler, anti-kausaler Stoßrichtung: „Und warum reicht es nicht mehr, nur ‚warum‘ zu fragen, so als ob es auf alles eine eindeutige Antwort gäbe? Was ist an der Logik dieser ewigen ‚Warum-Fragen‘ falsch?“
Stopczyk-Pfundsteins Ziel ist es, diese Denkmuster zur Beantwortung von Lebensfragen zu aktivieren. Darin sieht sie sich in der Philosophie der Antike vor und neben Platon bestätigt: Hier sei die Aufgabe der Philosophie gewesen, „das eigene Leben in der Gesellschaft zu gestalten“, im Sinne einer Kunst der Gestaltung und Ertüchtigung zu einem gelungenen Leben. Anstatt die Ergebnisse der antiken Philosophie nur zu wiederholen oder hermeneutisch zu bearbeiten, wie sie es der akademischen Philosophie unterstellt, will sie sie vielmehr trotz der veränderten Lebensbedingungen als Material und Methodenhinweise für ihr Programm des „Selber Denkens“ nutzen.
Für die Autorin ist die Entstehung der antiken Demokratie eng verbunden mit der männlichen Kriegergesellschaft, die den größten Teil ihrer Mitglieder (Frauen, Bürger anderer Städte, Kinder, Sklaven) aus der politischen Teilhabe ausschloss. „Unsere Demokratie war für mich von Jugend an nicht vertrauenswürdig gewesen.“ „Die griechischen Demokraten“ bekämpften Monarchie und Tyrannis, obgleich diese Herrscher manchmal „viel mehr Volk hinter sich“ hatten als die Demokraten. „Waren so Demokraten gleichzeitig die ärgsten Feinde aller weiblichen Gemeinschaftseinflüsse, weil das Vaterrecht für die Polis stabilisiert und die Mutter staatsrechtlich tabuisiert werden musste?“ Stopczyk-Pfundstein räumt ein, dass ihre patriarchatskritische Forschung sie „von der Demokratieidee weit entfernt“ habe, aber mit der Wiedervereinigung und in der Aufbruchssituation 1989 habe sie Deutschland wieder als ihr Land akzeptieren können: „Ich freundete mich mit dem Wort ‚Demokratie‘ wieder an. [...] Ich habe mich dazu entschlossen, eine ‚Mehr-Demokratin‘ zu sein, mir diese regulative Idee als ideelle Plakette anzustecken.“

## Philosophieren aus weiblicher Sicht
In Auseinandersetzung mit Kerntexten der akademischen Philosophie kam die Autorin zu der Hypothese, dass hier eine männliche Denkungsart zum Tragen kommt, die aus der Leiberfahrung der Philosophen selbst entwickelt wurde. Damit wäre „ihre Philosophie sozusagen maßgeschneidert auf ihren Leib geschrieben“. Daraus entwickelt sie die Motivation, einer auf der Leiblichkeit von Männern gegründeten Vorstellung von Weisheit eine weibliche „Sophie“ entgegenzusetzen.
Im Gegensatz zur sokratischen Tradition, in der der Körper als Gefängnis der Seele und das Sterben als Befreiung gesehen werde, will sie vom Leib und der Lebenserfahrung ausgehen. Aus weiblicher Sicht sei die „Geburtlichkeit“ allen Lebens „der Keim einer sehr weiblichen Weltsicht und philosophischen Perspektive“, die sich „gegen die Perspektive der vergeistigten ‚Sterblichkeit‘“ wende. Dadurch würden mehr als bisher Anfänge, Entwicklungsprozesse und Selbstwahrnehmung, „eigenleibliche Einbildungskraft“ und das Gebären sowie ein neues Verständnis der Sterblichkeit akzentuiert. Zur Illustration der „eigenleiblichen Erlebnisperspektive“ beschreibt sie die Geburt ihres Sohnes als äußeres und inneres, mit bestimmten inneren „Filmen“ verbundenes Erlebnis.
Den Kern des Philosophierens aus weiblicher Sicht beschreibt sie wie folgt: „Philosophieren als Selberdenken soll [...] dazu führen, sich selber für Lebendiges zu sensibilisieren, um dem Leben auf die Spur zu kommen. [...] Die eigenleibliche Dimension ist noch wenig erforscht. Wir müssten uns an völlig neue Wahrnehmungssinne bewusst gewöhnen. Zum Beispiel hat wohl noch niemand mit eigenen Augen den eigenen Mund gesehen oder die eigenen Augen.“ Später benennt sie auch Meditation und Kontemplation als sinnvolle leibphilosophische Methoden oder Methoden des weiblichen Philosophierens.

## Rezeption in wissenschaftlicher Literatur
In seiner Dissertationsschrift Kindersegen. Der Geburtenrückgang als soziokulturelle Herausforderung für Gesellschaft und Protestantismus (1949-1989) diskutiert Marius Heidrich den Begriff Natalität in Hannah Arendts Vita activa oder Vom tätigen Leben. Unter den vielen Interpretationen des Begriffs habe die Theologin Elisabeth Moltmann-Wendel, die in den 1990er Jahren Geschichte und Errungenschaften der feministischen Theorien und Theologie reflektierte, der Interpretation dieses Begriffes durch Stopczyk-Pfundstein zugestimmt. Stopczyk-Pfundstein habe den Begriff „zu Ehren kommen“ lassen wollen, denn er verweise auf eine „weibliche Weltsicht“ und eine philosophische Perspektive in Anlehnung an Sophia oder „die Weisheitssuchende“. Arendt setzte der Mortalität als Perspektive der abendländischen Philosophie, die Natalität als Prozess entgegen, der das Leben nicht vom Ende, sondern vom Anfang her denkt. Gebären stelle sich so als bewusster Prozess dar. Stopzcyk gehe in ihrem Werk Nein danke, ich denke selber noch über Arendt hinaus, indem sie die Frau als Akteurin dieses bewussten Tuns einsetze.
Die evangelische Theologin Christin P. Wolfram diskutiert in ihrer Studie zu spirituellen Sprach- und Sinnstrukturen den Begriff der Leiblichkeit und zitiert Stopczyk, für die „Leib“ ein Wort ist, „das all das bezeichnet, was ist, wenn wir unsere Augen schließen und dann innen wahrnehmen, während der Körper das ist, was wir sehen, wenn wir die Augen aufmachen, oder was wir mit den Händen tasten können“. Seinen Leib wahrzunehmen sei demnach für Stopczyk-Pfundstein recht einfach, da Leib und Ich eine Einheit bilden. Wolfram weist darauf hin, dass für den Philosophen Maurice Merleau-Ponty Leib und Körper untrennbar in einander verflochten sind. Eine begriffliche Trennung von Leib und Körper ist laut der Autorin theoretisch und künstlich, denn „in der Alltagswahrnehmung sind beide Ebenen vermischt“.

## Ausgaben
- Annegret Stopczyk-Pfundstein: Nein danke, ich denke selber. Philosophieren aus weiblicher Sicht. Rütten & Loening, 1996, ISBN 978-3-7466-8046-0
- Annegret Stopczyk-Pfundstein: Nein danke, ich denke selber. Philosophieren aus weiblicher Sicht. 2. Auflage (mit einem Nachwort). Aufbau Taschenbuch, Berlin 2003, ISBN 3-7466-8046-8.

## Belege
1. ↑  Anika Waldorf: Mütter und Ossis: Auf den Weg gebracht zum Selberdenken. Ein Kommentar zur Taschenbuchausgabe von Annegret Stopczyks Buch über „weibliches Philosophieren“. (www.literaturkritik.de).
2. ↑  Annegret Stopczyk-Pfundstein: Nein danke, ich denke selber. Philosophieren aus weiblicher Sicht. 2. Auflage (mit einem Nachwort). Aufbau Taschenbuch, Berlin 2003, S. 18.
3. ↑  Annegret Stopczyk-Pfundstein: Nein danke, ich denke selber. Philosophieren aus weiblicher Sicht. 2. Auflage (mit einem Nachwort). Aufbau Taschenbuch, Berlin 2003, S. 11, 14 und 175.
4. ↑  Annegret Stopczyk-Pfundstein: Nein danke, ich denke selber, Taschenbuchausgabe, S. 235 ff., 273, 291 f. Aber sie erliegt selbst noch mehrfach den Warum-Fragen: S. 248, 250, 267, 285, 288.
5. ↑  Annegret Stopczyk-Pfundstein: Nein danke, ich denke selber. Philosophieren aus weiblicher Sicht. 2. Auflage (mit einem Nachwort). Aufbau Taschenbuch, Berlin 2003, S. 35 ff.
6. ↑  Annegret Stopczyk-Pfundstein: Nein danke, ich denke selber. Philosophieren aus weiblicher Sicht. 2. Auflage (mit einem Nachwort). Aufbau Taschenbuch, Berlin 2003, S. 101, 128 und 150–151.
7. ↑  Annegret Stopczyk-Pfundstein: Nein danke, ich denke selber, Taschenbuchausgabe, S. 239 ff., 246, 252 ff.,  265 ff., 270 ff.
8. ↑  Annegret Stopczyk-Pfundstein: Nein danke, ich denke selber. Philosophieren aus weiblicher Sicht. 2. Auflage (mit einem Nachwort). Aufbau Taschenbuch, Berlin 2003, S. 171, 177 ff., 190 ff. und 280 ff.
9. ↑  Annegret Stopczyk-Pfundstein: Nein danke, ich denke selber. Philosophieren aus weiblicher Sicht. 2. Auflage (mit einem Nachwort). Aufbau Taschenbuch, Berlin 2003, S. 185 ff., 195 ff., 203 ff., 210, 229, 261 und, 278.
10. ↑  Annegret Stopczyk-Pfundstein: Nein danke, ich denke selber, Taschenbuchausgabe, S. 195 ff, 203 ff, 245, 276 ff., 286 f., 289 f., 310.
11. ↑  Marius Heidrich: Kindersegen. Der Geburtenrückgang als soziokulturelle Herausforderung für Gesellschaft und Protestantismus (1949-1989), Mohr Siebeck, Tübingen 2022, ISBN 978-3-16-161393-7, S. 323
12. ↑  Annegret Stopczyk-Pfundstein: Nein danke, ich denke selber. Philosophieren aus weiblicher Sicht, Aufbau Taschenbuch, Berlin 2003, ISBN 3-7466-8046-8, S. 289. Zitiert in: Christin P. Wolfram: Spiritualität und Geschlechtlichkeit. Eine empirisch-qualitative Studie zu spirituellen Sprach- und Sinnstrukturen, LIT Verlag, Berlin/Münster 2016, ISBN 978-3-643-13229-1, S. 40
13. ↑  Christin P. Wolfram: Spiritualität und Geschlechtlichkeit. Eine empirisch-qualitative Studie zu spirituellen Sprach- und Sinnstrukturen, LIT Verlag, Berlin/Münster 2016, ISBN 978-3-643-13229-1, S. 41